# 2010年尤里卡地震
2010年尤里卡地震是一次发生在2010年1月9日下午4时27分38秒的地震，地震发生于美国加利福尼亚州洪堡县附近，测定地震强度为里氏6.5级。震中位于加州北部小城芬代尔以西大约22英里（合35公里），震源深度将近10英里（16公里）。地震导致数十人受轻伤，但没有重大伤亡的报道。

## 损失
地震造成太平洋天然气和电力公司大约2.8万用户断电，其中大部分用户位于洪堡县，已派人前去抢修。洪堡县当地数个交通信号灯在地震中坠地，许多居民家中自来水、天然气和下水道发生泄漏，一些住宅烟囱倒塌，居民楼有轻微破损，许多玻璃器皿掉地摔坏。